# Dimitry Bertaud
Dimitry Bertaud, né le 6 juin 1998 à Montpellier, est un footballeur international congolais qui évolue au poste de gardien de but

## Biographie

### En club
Dimitry Bertaud est né le 6 juin 1998 à Montpellier, d'un père français et d'une mère franco-congolaise.
Il commence le football à l'Avenir castriote, club de Castries. Rayonnant au poste de gardien de but, il parfait sa technique jusque dans la cour de récréation de son désormais mythique Collège Les Pins.
À partir de 2014, il poursuit sa formation au Montpellier HSC, où il signe son premier contrat professionnel en juin 2017. Il fait ses débuts avec l'équipe première en Coupe de la Ligue le 24 octobre 2017, lors d'une victoire 2-0 à Guingamp.
Il joue son premier match en Ligue 1 le 20 janvier 2019, lors d'un match à Rennes (0-0), profitant de la blessure de Benjamin Lecomte pour être titularisé.

### En équipe nationale

#### Avec les équipes de France jeunes
Il participe au Festival international espoirs 2017 avec l'équipe de France des moins de 20 ans.
Le 5 septembre 2019, il figure pour la première fois sur le banc des remplaçant de l'équipe de France espoirs, mais sans entrer en jeu, lors d'une rencontre amicale face à l'Albanie (victoire 4-0). Quatre jours plus tard, il reçoit sa première sélection avec les espoirs, lors d'un match amical contre la Tchéquie, où il officie comme gardien titulaire (victoire 3-1). Il a également participé à une séance d'entrainement avec les professionnels lors d'un exercice devant les buts.
Le 2 juillet 2021, il est retenu dans la liste des vingt-un joueurs Français sélectionnés par Sylvain Ripoll pour disputer les Jeux olympiques d'été de 2020 qui se déroulent à l'été 2021 au Japon.

#### Avec la République Démocratique du Congo
Le 2 octobre 2023, il est convoqué pour la première fois avec l'équipe de République démocratique du Congo, en amical contre la Nouvelle-Zélande et l'Angola.
Le 27 décembre 2023, il est retenu dans la liste des vingt-quatre joueurs congolais sélectionnés par Sébastien Desabre pour disputer la Coupe d'Afrique des nations 2023.

## Palmarès
- Coupe Gambardella
  - Vainqueur : 2017

## Statistiques
| Saison                | Club                           | Championnat           | Championnat | Championnat | Coupe nationale | Coupe nationale | Coupe de la Ligue | Coupe de la Ligue | Total | Total |
| Saison                | Club                           | Division              | M.          | B.          | M.              | B.              | M.                | B.                | M.    | B.    |
| 2017-2018             | Montpellier Hérault Sport Club | Ligue 1               | -           | -           | 1               | 0               | 3                 | 0                 | 4     | 0     |
| 2018-2019             | Montpellier Hérault Sport Club | Ligue 1               | 1           | 0           | -               | -               | 1                 | 0                 | 2     | 0     |
| 2019-2020             | Montpellier Hérault Sport Club | Ligue 1               | 3           | 0           | 1               | 0               | 2                 | 0                 | 6     | 0     |
| 2020-2021             | Montpellier Hérault Sport Club | Ligue 1               | 9           | 0           | 5               | 0               | -                 | -                 | 14    | 0     |
| 2021-2022             | Montpellier Hérault Sport Club | Ligue 1               | 11          | 0           | 3               | 0               | -                 | -                 | 14    | 0     |
| 2022-2023             | Montpellier Hérault Sport Club | Ligue 1               | 0           | 0           | 0               | 0               | -                 | -                 | 0     | 0     |
| 2023-2024             | Montpellier Hérault Sport Club | Ligue 1               | -           | -           | -               | -               | -                 | -                 | 0     | 0     |
| Total sur la carrière | Total sur la carrière          | Total sur la carrière | 24          | 0           | 10              | 0               | 6                 | 0                 | 40    | 0     |